# Соснове (Ардатовський район)
Сосно́ве (рос. Сосновое, ерз. Сосновое) — село у складі Ардатовського району Мордовії, Росія. Входить до складу Рідкодубського сільського поселення.

## Населення
Населення — 61 особа (2010; 95 у 2002).
Національний склад (станом на 2002 рік):
- росіяни — 94 %